# 西田美沙
西田 美沙（にしだ みさ、1982年7月21日 - ）は、日本のAV女優。

## 略歴
東京都出身。AVデビュー前はグラビアアイドルとして活動していた。
2001年11月に『桃乳姫 西田美沙』でh.m.pよりAVデビュー。
2003年10月に『FINAL』をもっていったん引退したが、2005年3月に『ビージーン 西田美沙』（桃太郎映像出版）で復帰＆セルデビューした。同年9月22日には限定1000個のフィギュアが発売された。

## 人物
趣味は、ゴルフ、ジョギング、読書、岩盤浴、温泉。特技は体操。写真集ではバック転を披露したほどである。また、ジムでの水泳など様々なスポーツを得意とし、スノーボードなどウィンタースポーツも盛んにこなす。涙もろい側面もあり、作品の中でも感動や共鳴のために涙するシーンは多く、時には号泣することもあった。

## 作品

### アダルトビデオ
2001年
- 桃乳姫 西田美沙（11月30日、h.m.p）
- 私としたい？（12月22日、h.m.p）

2002年
- 天使のおっぱい（1月24日、h.m.p）
- 西田美沙ドキュメント（3月31日、h.m.p）
- …してあげる 西田美沙～素人狩り（4月26日、h.m.p）
- コスプレっ娘・美沙（6月30日、h.m.p）
- 手コキ痴女 抜いて!しゃぶって!（7月31日、h.m.p）
- 乳姫・濡れ乳首（8月29日、h.m.p）
- 巨乳先生の柔らか乳首（10月31日、h.m.p）
- レクイエム西田美沙 最終章（12月28日、h.m.p）

2003年
- GOGOハレンチ娘（2月、クリスタル映像）
- Mの紋章（3月、クリスタル映像）
- コスプレ召使い（4月17日、クリスタル映像）
- ワタシを調教して下さい。（レンタル）/ 西田美沙を調教します!!（セル）（9月16日（レンタル）/ 10月24日（セル） VIP）
- FINAL（レンタル）/ 西田美沙　ワタシ引退します!! （セル）（10月29日（レンタル）/ 11月28日（セル） VIP）

2005年
- ビージーン 西田美沙（3月4日、桃太郎映像出版）
- ぬるぬる（4月8日、桃太郎映像出版）
- 女捜査官 第一話 桃色探偵日記（5月27日、桃太郎映像出版）
- コスプレックス（6月3日、桃太郎映像出版）
- ウチ★コイ（7月22日、桃太郎映像出版）
- Wild Thing X 西田美沙（8月12日、桃太郎映像出版）
- 時間外診察（9月2日 桃太郎映像出版）
- 西田美沙SPECIAL 美沙の悲劇！戦慄のレイプ（10月6日、桃太郎映像出版）
- 西田美沙SPECIAL 秘湯の宿（10月6日、桃太郎映像出版）
- 西田美沙SPECIAL Peach Pictures（10月6日、桃太郎映像出版）
- ビージーン 西田美沙 2（11月17日、桃太郎映像出版）
- ふわふわ…（12月15日、桃太郎映像出版）

2006年
- SOAP[高級ソープ]（1月2日、桃太郎映像出版）
- ハッスル淫語（3月19日、桃太郎映像出版）
- 女教師・西田（4月7日、桃太郎映像出版）
- ワイセツ（5月7日、桃太郎映像出版）
- 西田美沙SPECIAL The Last Show Part.1（6月7日、桃太郎映像出版）
- 西田美沙SPECIAL The Last Show Part.2（7月7日、桃太郎映像出版）
- 僕らの天使たち（7月7日、桃太郎映像出版）他出演:みゆき真実、三津なつみ、宝月ひかる、小森美王、七海菜々、椎名れいか、ひな

2007年
- 4時間完全撮り下ろし!! 17人の口まんこフェラ痴オ（2月19日、桃太郎映像出版）他出演:立花里子、華美月、北沢亜美、星ありす、天衣みつ、宝月ひかる、綾乃梓 他多数
- 完全撮り下ろし 豪華人気女優大集合!4時間スペシャル（3月7日、桃太郎映像出版）他出演:二宮沙樹、Rico、亜紗美、佐藤江梨花

## 書籍

### 写真集
「蒼い瞬間（あおいとき）」・・・美乳。写真集としては、初めてオールヌードでのバク転連続写真掲載。他にも逆立ち等、器械体操の技をふんだんに披露。